# Tadoussac
Tadoussac er en landsby med cirka 800 indbyggere i Québec, Canada, der ligger, hvor floderne Saint Lawrence og Saguenay mødes. Den nuværende by ligger ikke langt fra den oprindelige bosætning ved Saguenays munding og i nutiden kendt som en populær turistdestination som tilbyder hvalsafari.
Områdets oprindelige folk, innuerne, kaldte stedet for Totouskak i betydningen "bryst", formodentlig med henvisning til de to runde, sandede høje, der ligger vest for landsbyen. Andre fortolkninger af navnet er "hummer-sted" eller "stedet, hvor isen brydes".
Det var Frankrigs første handelsstation i hovedlandet af Ny Frankrig og var et vigtigt handelssted i det 17. århundrede. Bebyggelsen er den ældste europæiske bosætning, der kontinuerligt har eksisteret i Canada, samt den ældste overlevende franske bebyggelse i Nordamerika. Handelsstationen grundlagdes 1600 af Pierre Chauvin. Af de 16 bosættere overlevede kun fem den første vinter. I de følgende 30 år var Tadoussac den eneste franske havn ved floden Saint Lawrence.
I slutningen af det 17.århundrede var Tadoussac centrum for pelshandelen mellem de franske kolonister og innuerne. Fra 1632 til omkring 1700 var byen og omegnens kolonister involveret i hvalfangst.
I det 19.århundrede, hvor industrialiseringen nåede andre dele af Canada, blev byen opdaget af turisterne. Hotel Tadoussac blev bygget i 1864 og udvidet omkring 1900. 1942 blev det erstattet af det nuværende hotel Tadoussac.

## Seværdigheder
Der er flere forskellige udsigtspunkter til at observere hvaler og der tilbydes hvalsafari med turbåde. I Tadoussac befinder der sig et museum og forskninggscentret "Centre d’interprétation des mammifères marins" (CIMM). 
Området omkring Tadoussac er omgivet af flere nationalparker. Den nærmeste større by er Québec 210 km opad floden Saint Lawrence.
- Den presbyterianske Kirke
- Hotel Tadoussac
- Pukkelhval ud for Tadoussac
- Flodfærgen